# Astragalus bobrovii
Astragalus bobrovii är en ärtväxtart som beskrevs av Boris Fedtjenko. Astragalus bobrovii ingår i släktet vedlar, och familjen ärtväxter. Inga underarter finns listade i Catalogue of Life.